# Imilce Viñas
Imilce Viñas (31 tháng 12 năm 1939 – 13 tháng 8 năm 2009) là một nữ diễn viên, diễn viên hài, giáo viên và giám đốc sân khấu người Uruguay.

## Tiểu sử
Imilce Viñas bước vào thế giới diễn xuất từ khi còn nhỏ. Cô có một sự nghiệp nổi bật trong nhà hát và truyền hình từ năm 1957 đến 1998. Cô đặc biệt nổi tiếng với nhân vật trong bộ đôi Doña Lola và Coquita, đóng cùng nữ diễn viên Laura Sánchez.
Cô đã ra mắt trên El show del mediodía với Cacho de la Cruz. Cô xuất sắc trong thể loại hài kịch, thường hợp tác với chồng, nam diễn viên Pepe Vázquez. Hai người điều hành Café Shakespeare & Co, cho đến khi họ bị buộc rời khỏi đất nước trong thời kỳ độc tài quân sự. Cô tìm nơi ẩn náu đầu tiên ở Costa Rica, nơi cô ở lại trong sáu năm (1977191983), và sau đó ở México, nơi cô ở lại chỉ một năm, cho đến năm 1985. Với sự trở lại của nền dân chủ tại Uruguay, Viñas và chồng trở lại, và tiếp tục công việc của họ trong thế giới giải trí. Trên truyền hình, họ tham gia Telecataplúm và Plop!.
Các nhân vật của cô thường khiêm tốn và đơn giản, tìm cách kết nối với đám đông, lặp lại vấn đề của họ và đưa họ lên sân khấu. Quan tâm đặc biệt là nhân vật Doña Lola của cô, một nhân vật người hàng xóm barrio điển hình, người đã chuẩn bị tìm kiếm bạn đời và là người luôn có điều gì đó để kể.
Trong số những vinh dự cô nhận được trong sự nghiệp là Florencio Award năm 1985 dành cho nữ diễn viên xuất sắc nhất, vì cô tham gia vở kịch Cuatro para Chejov của Arturo Fleitas. Cô đã được trao giải một lần nữa vào năm 1992 với vai diễn ấn tượng là nữ diễn viên phụ xuất sắc nhất trong vở kịch của Neil Simon – Lost in Yonkers. Cô cũng mạo hiểm tham gia thể loại operetta, với La belle Hélène của Jacques Offenbach.